# Hypselorhachis
Hypselorhachis – rodzaj rauizucha należący do rodziny Ctenosauriscidae. Żył w środkowym triasie na obecnych terenach Afryki. Jego skamieniałości odkryto w datowanych prawdopodobnie na późny anizyk osadach ogniwa Lifua w złożach Manda w Tanzanii. Holotypem jest jeden kręg grzbietowy charakteryzujący się bardzo wydłużonym wyrostkiem kolczystym, co najmniej 5,5 raza dłuższym od trzonu kręgu. Jedyna autapomorfia gatunku typowego rodzaju, Hypselorhachis mirabilis, jest związana z morfologią wyrostka stawowego przedniego. Hypselorhachis przypominał inne środkowotriasowe archozaury z wydłużonymi wyrostkami kolczystymi, takie jak arizonazaur, lotozaur i Ctenosauriscus, dlatego Butler i in. (2009) przypuszczali, że taksony te mogą tworzyć klad Ctenosauriscidae, jednak nie byli tego pewni. Późniejsze analizy kladystyczne przeprowadzone przez Butlera i wsp. (2011) potwierdziły monofiletyzm Ctenosauriscidae (choć bez Lotosaurus) i przynależność Hypselorhachis do tego kladu.
O Hypselorhachis mirabilis po raz pierwszy wspomniał Alan Charig w 1967 roku, jednak takson ten został formalnie opisany dopiero w 2009 roku przez Richarda Butlera i współpracowników.